# Los Angeles
|  | Per a altres significats, vegeu «Los Angeles (desambiguació)». |

Los Angeles ([lozáɲʒeles], en anglès: [lɔs ˈændʒələs]  escoltar (?·pàg.); lit. ‘Els Àngels’), oficialment anomenada City of Los Angeles i de manera abreviada L.A., és la segona ciutat més poblada dels Estats Units, superada solament per Nova York. Amb una superfície de 1215 km², es troba al sud de l'Estat de Califòrnia, a la costa del Pacífic. La ciutat és la seu del comtat del mateix nom.
Segons una estimació, la ciutat tenia el 2016 una població de 3.976.322 habitants, mentre que l'any 1887 només en tenia 11.500. El juliol de 2004 el comtat tenia 10.179.716 habitants, mentre que l'àrea metropolitana de Los Angeles té una població de prop de 18,5 milions d'habitants, que la converteixen en la segona aglomeració més gran dels Estats Units després de Nova York. Però la ciutat de Los Angeles és relativament petita en comparació amb la seva aglomeració, tot i que aquesta última és més gran que les de Nova York i Chicago.

## Resum històric
Fundada el 4 de setembre de 1781 per l'espanyol Felipe de Neve, Los Angeles va ser integrada a Mèxic després de la guerra d'independència d'aquest país l'any 1821. No obstant això, a causa de la guerra entre Mèxic i els Estats Units, la ciutat i tota l'Alta Califòrnia van esdevenir part dels Estats Units d'Amèrica en aplicació del Tractat de Guadalupe-Hidalgo el 1848. Es va incorporar a la Unió com a ciutat el 4 d'abril de 1850, cinc mesos abans que Califòrnia ascendís a la categoria d'Estat dels Estats Units.
Los Angeles és una ciutat global amb gran influència en àmbits tan diversos com els negocis, el comerç internacional, l'entreteniment, la cultura, els mitjans de comunicació, la moda, la ciència, els esports, la tecnologia, l'educació, la medicina o la recerca. La ciutat és la seu d'institucions de renom que abasten diversos camps professionals i culturals, i és un dels motors econòmics més importants dels Estats Units. L'àrea estadística combinada de Los Angeles sumava el 2008 un producte regional brut de 831.000 milions de dòlars, el tercer més important del món després de Tòquio i Nova York. Los Angeles, dins de la qual es troba Hollywood, és capdavantera mundial en la creació de produccions de televisió, videojocs, música i cinema que triomfen a tot el món. A més, la ciutat ha estat seu en dues ocasions dels Jocs Olímpics d'Estiu, el 1932 i el 1984.

## Toponímia
La ciutat va ser fundada el 4 de setembre de 1781 per Felipe de Neve, el governador espanyol de Califòrnia, sota el nom de El Pueblo de la Reina de los Ángeles («El Poble de la Reina dels Àngels»). Anteriorment hi havia un poblat indígena anomenat Iyáangẚ o Yangna, és a dir, «on creix el sumac de l'oest» en tongva.
Contràriament a la llegenda popular, el nom original no és pas El Pueblo de Nuestra Señora la Reina de Los Ángeles del Río de Porciúncula [elˈpweβlo deˈnwestɾa seˈɲoɾa laˈrei̯na de losˈaŋxeles delˈrio de poɾsiˈuŋkula], és a dir, «El Poble de la Mare de Déu la Reina dels Àngels del riu de Porciúncula». Aquest nom allargat feia referència al riu Porciúncula, que duia el nom de Porciúncula, una capella situada dins la Basílica de Santa Maria degli Angeli a Itàlia, on va morir Francesc d'Assís, que era el fundador de l'ordre a la qual pertanyien els missioners durant la colonització d'Amèrica.
Los Angeles, en castellà, significa «els àngels». En anglès els seus habitants es diuen Angelenos (de vegades Angelinos) - els Angelins. Els seus sobrenoms en anglès són el seu diminutiu, L. A. [ɛl'eɪ], City of Los Angeles, La La Land, Tinseltown o The Big Orange.

## Història

### La fundació
La costa de Los Angeles estava habitada pels tongva, chumash, i altres amerindis més antics durant centenars d'anys. Els espanyols van arribar-hi el 1542, quan Juan Cabrillo va visitar l'àrea.
El 1769, Gaspar de Portolà va guiar una expedició pel sud de Califòrnia amb els frares franciscans Fra Juníper Serra i Joan Crespí Fiol. Portolà va anomenar un "bell riu" que hi va descobrir com "El Riu de nostra Senyora la Reina dels Àngels de Porciúncula". Crespí havia seleccionat un lloc al llarg del riu per a una missió religiosa, però el 1771 Serra va construir la Missió de San Gabriel Arcángel prop de Whittier Narrows. Després d'una inundació l'any 1776, la missió va ser moguda a la seva ubicació actual a San Gabriel (Califòrnia).
El 4 de setembre de 1781, 44 colons espanyols van arribar a la Missió San Gabriel per a fundar un poble al lloc triat per Crespí. El poble va ser anomenat El Poble de La nostra Senyora la Reina dels Àngels sobre El Riu Porciúncula. Es va mantenir com un ranxo durant dècades. Les restes més antigues de la ciutat es conserven com a monument històric a l'anomenada Olvera Street.
La independència de Mèxic va arribar durant els anys 1820, però el canvi més gran va esdevenir-se a l'actual Montebello, després de la batalla del Riu San Gabriel el 1847, que va decidir el destí de Los Angeles.

### Independència

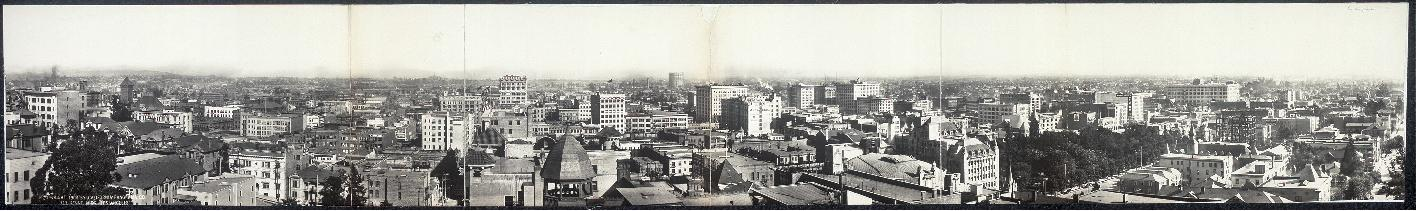
Los Angeles al 1908

Els nord-americans van adquirir control després d'anar a Califòrnia durant el conflicte contra Mèxic en la Guerra d'Intervenció Nord-americana i van assegurar la posterior incorporació de Califòrnia als Estats Units el dia 9 de setembre de 1850.
Va ser incorporada com ciutat el 1850. Els ferrocarrils van arribar quan Southern Pacific va completar la seva línia fins a Los Angeles el 1876.
El petroli va ser descobert el 1892, i per a 1923, Los Angeles produïa la quarta part del petroli mundial. Un altre element important en el creixement de la ciutat va ser l'aigua.
El 1913, William Mulholland va completar l'aqüeducte que va assegurar el creixement de la ciutat i va crear l'annexió per Los Angeles, començant el 1915, de dotzenes de comunitats veïnes que no podien abastir-se d'aigua pel seu compte.

### Segle XX
Durant els anys 1920 les indústries del cinema i l'aviació van arribar a Los Angeles i van ajudar al seu desenvolupament. La ciutat va ser l'amfitriona dels Jocs Olímpics de 1932.
La Segona Guerra Mundial va portar més creixement i prosperitat a la ciutat, encara que diversos habitants japonesos van ser duts a camps d'internament durant la guerra. En aquest període van arribar exiliats alemanys, entre els quals es troben Thomas Mann, Bertolt Brecht i Lion Feuchtwanger.
Posterior a la guerra, la ciutat va experimentar un gran creixement i expansió cap al Vall de San Fernando. El disturbi Watts el 1965 va mostrar a la nació la gran divisió entre races que hi havia a la ciutat.
Durant els anys 1970, 1980 i 1990, a través de l'Oficina d'Enginyeria de Los Angeles, es van impulsar tasques de preservació i restauració dels edificis patrimonials de la ciutat. Entre els arquitectes destacats que exerciren aquesta tasca hi ha Alma Carlisle.
El 1984 Los Angeles va ser amfitriona novament dels Jocs Olímpics. La ciutat va sofrir novament amb els disturbis de Los Angeles (1992) i el terratrèmol de Northridge (1994).

## Geografia

### Topografia

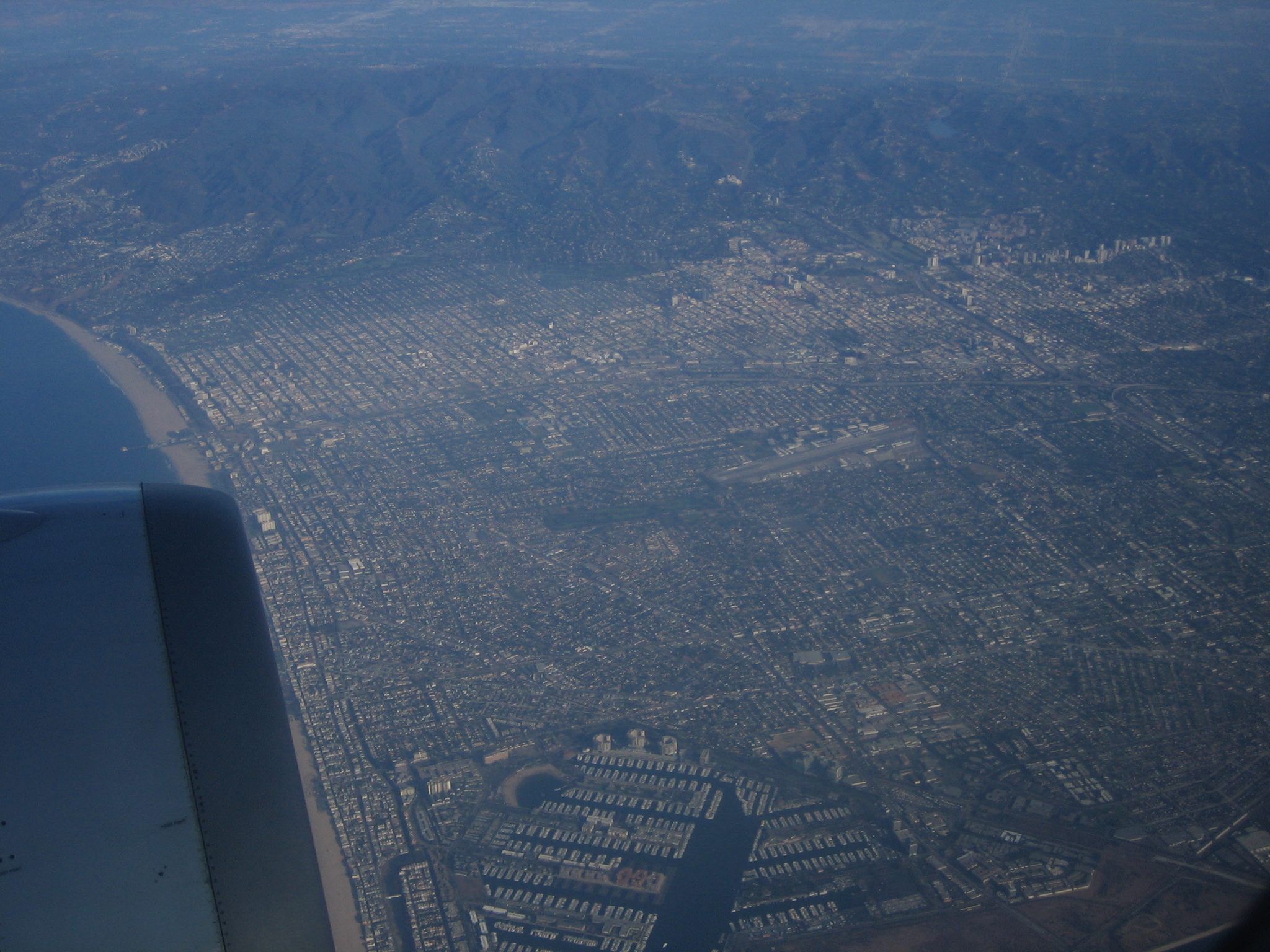
Oest de Los Angeles des de l'aire, es pot observar Santa Monica, Westwood i Marina del Rei, i la Vall de San Fernando.

Los Angeles té una àrea total de 1.290.6 km², dels quals 1.214,9 km² són terra, i la resta (75,7 km²), aigua. Això la converteix en la catorzena ciutat més extensa dels Estats Units. Fa 71 km en sentit longitudinal i 47 km d'est a oest. El perímetre de la ciutat és de 550 km.
El punt més alt és el Monte Lukens, també anomenat Pic Sister Elsie. Està situat al nord-est de la Vall de San Fernando i té una alçada de 1548 m. El principal riu és el riu Los Angeles, que comença al barri Canogar Park i és en gran part estacional. Està gairebé totalment revestit de formigó i desemboca a l'Oceà Pacífic.

### Geografia
Los Angeles està exposada als terratrèmols a causa de la seva ubicació en el Cinturó de Foc del Pacífic. La seva inestabilitat geològica produeix diverses falles sota i sobre la superfície terrestre, les quals generen aproximadament 10.000 tremolors sísmics cada any. Una de les principals falles és la Falla de San Andrés. Ubicada en el límit entre la Placa Pacífica i la Nord-americana, es pensa que serà la causant d'un proper terratrèmol al sud de Califòrnia. Els principals terratrèmols ocorreguts en l'àrea inclouen el Northridge el 1994, el de Whittier Narrows el 1987, el de San Fernando el 1971 prop de Sylmar i el de Long Beach el 1933.
No obstant això, la majoria dels moviments sísmics són de baixa intensitat i generalment no són percebuts per les persones. Algunes parts de la ciutat són més vulnerables a tsunamis provinents de l'oceà Pacífic; considerant aquell produït pel Terratrèmol de Valdivia de 1960 a Xile, que va danyar alguns ports.

### Clima

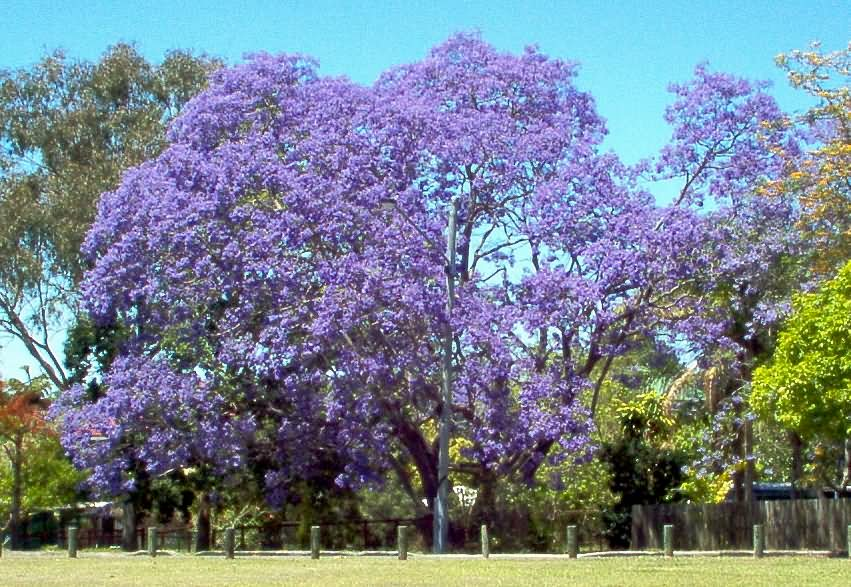
Un gran xicranda florida.

La ciutat té un clima mediterrani quasi subtropical. Generalment el clima és temperat i sec en totes les estacions. Les brises de l'Oceà Pacífic tendeixen a mantenir a les comunitats de la costa de Los Angeles més fresques a l'estiu i temperades a l'hivern, que les de l'interior, a l'estiu, pot arribar a haver diferències de temperatura de 10 °C entre unes i altres.
Les temperatures a l'estiu poden arribar als 32 °C (90 °F), però la mitjana és de 27 °C (82 °F), amb mínims durant la nit de fins a 17 °C (63 °F). Les temperatures diürnes a l'hivern són generalment de 18 °C (65 °F) de mitjana, amb mínims nocturns de 10 °C (48 °F) i durant aquesta estació són freqüents les pluges. El mes més calorós és l'agost, seguit per juliol i setembre.
La temperatura mitjana al gener és de 13 °C (57 °F) i 22 °C (73 °F) al juliol. La més alta temperatura registrada en els extrems de la ciutat va ser de 48,3 °C (119 F) a Woodland Hills el 22 de juliol de 2006; la més baixa temperatura va ser -7,8 °C (18 F) el 1989, en Canogar Park. La més alta temperatura registrada al centre de la ciutat va ser de 44,4 °C (112 F) el 26 de juny de 1990, i la més baixa va ser de -5 °C (24 F) el 9 de gener de 1937.
Les precipitacions passen majoritàriament en els mesos d'hivern i primavera (sent febrer el mes més plujós) amb grans variacions en la severitat de les tempestes any a any. Los Angeles té una mitjana de precipitació de 381 mm (15 polzades) a l'any. Generalment no neva a la conca de la ciutat, però les muntanyes situades en els límits d'aquesta reben neu tots els anys.
La neu és un fenomen força estrany a la conca de la ciutat. La nevada més gran registrada, va ocórrer el 15 de gener de 1932, i va assolir una alçada de 5 cm.
| Dades climàtiques a Los Angeles (USC, centre de la ciutat) mitjanes 1981–2010, extremes 1877–present | Dades climàtiques a Los Angeles (USC, centre de la ciutat) mitjanes 1981–2010, extremes 1877–present | Dades climàtiques a Los Angeles (USC, centre de la ciutat) mitjanes 1981–2010, extremes 1877–present | Dades climàtiques a Los Angeles (USC, centre de la ciutat) mitjanes 1981–2010, extremes 1877–present | Dades climàtiques a Los Angeles (USC, centre de la ciutat) mitjanes 1981–2010, extremes 1877–present | Dades climàtiques a Los Angeles (USC, centre de la ciutat) mitjanes 1981–2010, extremes 1877–present | Dades climàtiques a Los Angeles (USC, centre de la ciutat) mitjanes 1981–2010, extremes 1877–present | Dades climàtiques a Los Angeles (USC, centre de la ciutat) mitjanes 1981–2010, extremes 1877–present | Dades climàtiques a Los Angeles (USC, centre de la ciutat) mitjanes 1981–2010, extremes 1877–present | Dades climàtiques a Los Angeles (USC, centre de la ciutat) mitjanes 1981–2010, extremes 1877–present | Dades climàtiques a Los Angeles (USC, centre de la ciutat) mitjanes 1981–2010, extremes 1877–present | Dades climàtiques a Los Angeles (USC, centre de la ciutat) mitjanes 1981–2010, extremes 1877–present | Dades climàtiques a Los Angeles (USC, centre de la ciutat) mitjanes 1981–2010, extremes 1877–present | Dades climàtiques a Los Angeles (USC, centre de la ciutat) mitjanes 1981–2010, extremes 1877–present |
| Mes                                                                                                  | gen                                                                                                  | febr                                                                                                 | març                                                                                                 | abr                                                                                                  | maig                                                                                                 | juny                                                                                                 | jul                                                                                                  | ag                                                                                                   | set                                                                                                  | oct                                                                                                  | nov                                                                                                  | des                                                                                                  | anual                                                                                                |
| --- | --- | --- | --- | --- | --- | --- | --- | --- | --- | --- | --- | --- | --- |
| Màxima rècord °C (°F)                                                                                | 35.0 (95)                                                                                            | 35.0 (95)                                                                                            | 37.2 (99)                                                                                            | 41.4 (106.5)                                                                                         | 39.4 (102.9)                                                                                         | 44.4 (111.9)                                                                                         | 42.8 (109)                                                                                           | 41.1 (106)                                                                                           | 45.0 (113)                                                                                           | 42.2 (108)                                                                                           | 37.8 (100)                                                                                           | 33.3 (91.9)                                                                                          | 45.0 (113)                                                                                           |
| Màxima mitjana °C (°F)                                                                               | 20.1 (68.2)                                                                                          | 20.3 (68.5)                                                                                          | 21.2 (70.2)                                                                                          | 22.6 (72.7)                                                                                          | 23.6 (74.5)                                                                                          | 25.6 (78.1)                                                                                          | 28.4 (83.1)                                                                                          | 29.1 (84.4)                                                                                          | 28.4 (83.1)                                                                                          | 25.8 (78.4)                                                                                          | 22.7 (72.9)                                                                                          | 19.8 (67.6)                                                                                          | 23.97 (75.14)                                                                                        |
| Mitjana diària °C (°F)                                                                               | 14.4 (57.9)                                                                                          | 14.9 (58.8)                                                                                          | 15.9 (60.6)                                                                                          | 17.3 (63.1)                                                                                          | 18.8 (65.8)                                                                                          | 20.7 (69.3)                                                                                          | 22.9 (73.2)                                                                                          | 23.5 (74.3)                                                                                          | 22.8 (73)                                                                                            | 20.3 (68.5)                                                                                          | 16.9 (62.4)                                                                                          | 14.2 (57.6)                                                                                          | 18.6 (65.5)                                                                                          |
| Mínima mitjana °C (°F)                                                                               | 8.8 (47.8)                                                                                           | 9.6 (49.3)                                                                                           | 10.6 (51.1)                                                                                          | 11.9 (53.4)                                                                                          | 13.9 (57)                                                                                            | 15.7 (60.3)                                                                                          | 17.6 (63.7)                                                                                          | 17.8 (64)                                                                                            | 17.3 (63.1)                                                                                          | 14.8 (58.6)                                                                                          | 11.1 (52)                                                                                            | 8.6 (47.5)                                                                                           | 13.1 (55.6)                                                                                          |
| Mínima rècord °C (°F)                                                                                | −2.2 (28)                                                                                            | −3.9 (25)                                                                                            | −0.6 (30.9)                                                                                          | 2.2 (36)                                                                                             | 4.4 (39.9)                                                                                           | 7.8 (46)                                                                                             | 9.4 (48.9)                                                                                           | 9.4 (48.9)                                                                                           | 6.7 (44.1)                                                                                           | 4.4 (39.9)                                                                                           | 1.1 (34)                                                                                             | −4.4 (24.1)                                                                                          | −4.4 (24.1)                                                                                          |
| Precipitació mitjana mm (polzades)                                                                   | 79.2 (3.118)                                                                                         | 96.5 (3.799)                                                                                         | 61.7 (2.429)                                                                                         | 23.1 (0.909)                                                                                         | 6.6 (0.26)                                                                                           | 2.3 (0.091)                                                                                          | 0.3 (0.012)                                                                                          | 1.0 (0.039)                                                                                          | 6.1 (0.24)                                                                                           | 16.8 (0.661)                                                                                         | 26.4 (1.039)                                                                                         | 59.2 (2.331)                                                                                         | 379.2 (14.929)                                                                                       |
| Mitjana de dies de precipitació                                                                      | 6.1                                                                                                  | 6.4                                                                                                  | 5.5                                                                                                  | 3.2                                                                                                  | 1.3                                                                                                  | 0.6                                                                                                  | 0.3                                                                                                  | 0.3                                                                                                  | 1.0                                                                                                  | 2.5                                                                                                  | 3.3                                                                                                  | 5.2                                                                                                  | 35.7                                                                                                 |
| Mitjana mensual d'hores de sol                                                                       | 225.3                                                                                                | 222.5                                                                                                | 267.2                                                                                                | 303.5                                                                                                | 276.2                                                                                                | 275.8                                                                                                | 364.1                                                                                                | 349.5                                                                                                | 278.5                                                                                                | 255.1                                                                                                | 217.3                                                                                                | 219.4                                                                                                | 3.254,2                                                                                              |
| Font #1: NOAA                                                                                        | | | | | | | | | | | | | |
| Font #2: Weather.com (extremas)                                                                      | | | | | | | | | | | | | |

.

### Flora
L'àrea de Los Angeles és rica en espècies de plantes natives, degut en part a la seva diversitat d'hàbitats, que inclouen platges, pantans i muntanyes. L'ambient botànic més comú són les garrigues costaneres, les quals cobreixen les vessants. Alguns noms de plantes natives són: rosella de Califòrnia (Eschscholzia californica), rosella matilija (Romney Harvey), Heteromeles arbutifolia, Quercus agrifolia i (Secale cereal). Moltes d'aquestes espècies, com (Helianthus nuttallii), són tan escasses que han estat considerades en perill d'extinció. Encara que no és nativa de l'àrea, la flor oficial de la ciutat és Strelitzia reginae.

### Contaminació

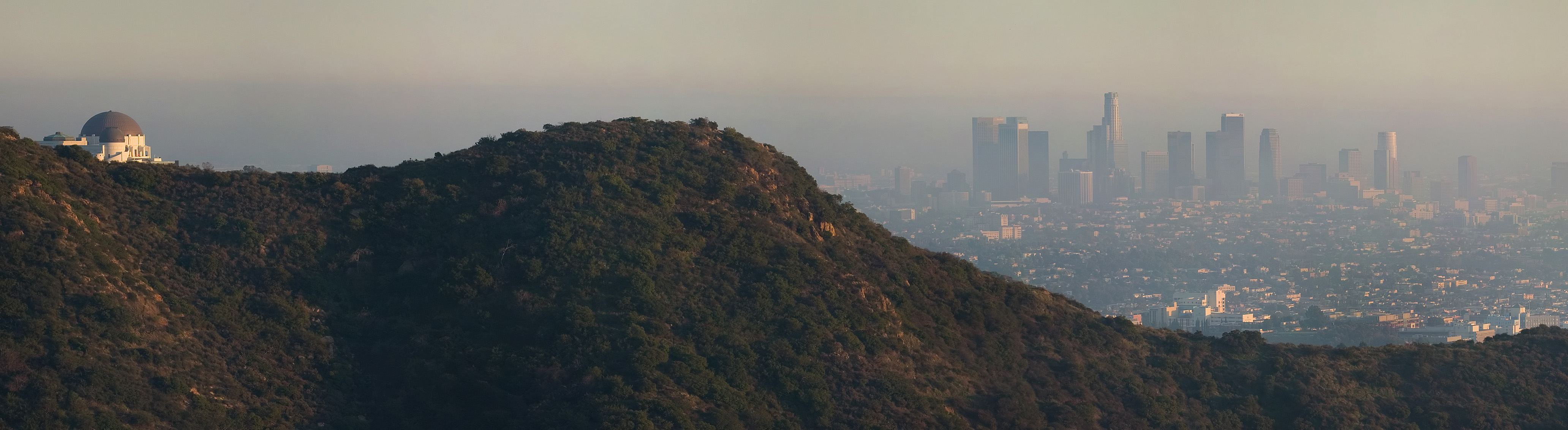
Centre de la ciutat de Los Angeles en una tarda coberta de smog. Es pot albirar l'observatori Griffith en primer pla.

Degut a la seva geografia i a la dependència dels automòbils com a mitjà de transport principal, la ciutat pateix d'una severa contaminació atmosfèrica en forma de smog. L'aire de la Conca de Los Angeles i la Vall de San Fernando és susceptible a la inversió tèrmica que reté els gasos d'automòbils, i de motors dièsel de camions, vaixells i locomotores, com també d'indústries i altres fonts.
A diferència d'altres ciutats que compten amb pluges que eliminen el smog, Los Angeles només rep 381 mm de pluja cada any, per la qual cosa la contaminació sol acumular durant diversos dies. Això va preocupar molt a l'estat de Califòrnia, que va exigir als seus habitants adquirir vehicles amb baixa emissió de gasos, donant com a resultat una progressiva reducció en els nivells de contaminació durant les últimes dècades. El nombre d'alertes mediambientals ha disminuït d'aproximadament cent cada any durant la dècada de 1970, a pràcticament zero en el nou mil·lenni.
Malgrat aquest avanç, l'informe anual de l'American Lung Association 2006 situa la ciutat dins de les més contaminades del país. A més, l'aigua subterrània de la ciutat està afectada per la creixent contaminació mitjançant MTBE de benzineres i perclorats de motors de coets. Essent la contaminació un dels seus principals problemes, la ciutat contínua esforçant per millorar la qualitat de l'aire i aigua.

### Paisatge urbà
La ciutat està dividida en nombrosos barris, molts dels quals van ser pobles annexats pel creixement de la ciutat. Hi ha diverses ciutats independents al voltant de Los Angeles, les quals es consideren part d'aquesta causa de la seva proximitat. Generalment, la ciutat és dividida en les àrees següents: Centre de la ciutat, Est de Los Angeles, no confondre amb L'Est L.A. que és una comunitat no incorporada al comtat de Los Angeles, Sud de Los Angeles, el Port, Hollywood, Wilshire, Oest de Los Angeles, la Vall de San Fernando, Vall de San Gabriel, Vall de Santa Clarita i Vall de antelope.
Algunes conegudes comunitats de la regió de Los Angeles inclouen el districte comercial central, Century City, Los Feliz, Silver Lake, Hollywood, Hancock Park, Koreatown, i els opulents barris i pobles de la zona oest de Los Angeles com a Bel Air, Westwood i Brentwood.

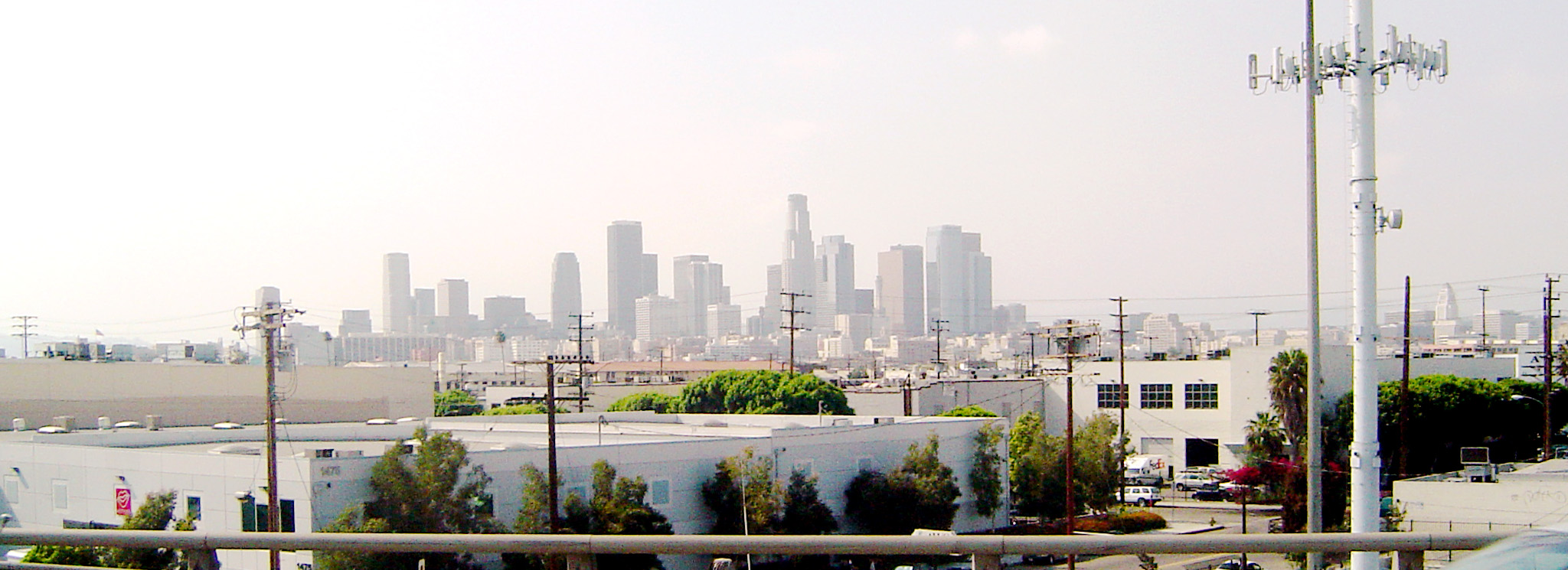
Vista del centre de Los Angeles des de l'autopista Santa Ana. Amb els seus 73 pisos, la US Bank Tower ha estat el gratacel més alt de la costa oest dels Estats Units des de 1989.

## Economia
L'economia de Los Angeles està basada en el comerç internacional, entreteniment (televisió, cinema, i la indústria de la música), aeronàutica, agricultura, petroli, i el turisme.
Los Angeles és a més el major centre manufacturer dels Estats Units. Els ports de Los Angeles i Long Beach componen el centre portuari més important de l'Amèrica del Nord i un dels més importants del món. Són vitals per a l'intercanvi amb els països situats a la vora de l'oceà Pacífic.
Altres àrees importants inclouen finances, telecomunicacions, lleis, medicina i transport. La ciutat és la llar de tres companyies del Fortune 500, incloent-hi al contractista aeroespacial Northrop Grumman, la companyia d'energia Occidental Petroleum Corporation, i la companyia immobiliària KB Home.
Altres companyies situades a Los Angeles són 20th Century Fox, Herbalife, Univisión, Metre Interactive, LLC, Premier America, CB Richard Ellis, Gibson, Dunn & Crutcher LLP, Guess, Inc., O'Melveny & Myers LLP, Paul, Hastings, Janofsky & Walker LLP, TokyoPop, The Jim Henson Company, Paramount Pictures, Robinsons-May, Sunkist, Fox Sports Net, Health Net, Inc., 21st Century Insurance, i The Coffee Bean & Tea Leaf. L'àrea metropolitana alberga a més companyies, moltes de les quals eludeixen els alts impostos situant-se en ciutats veïnes.
Algunes d'aquestes companyies situades als voltants de Los Angeles són The Walt Disney Company (Fortune 500 - Burbank), Warner Bros (Burbank), DirecTV, ICANN…)

## Demografia

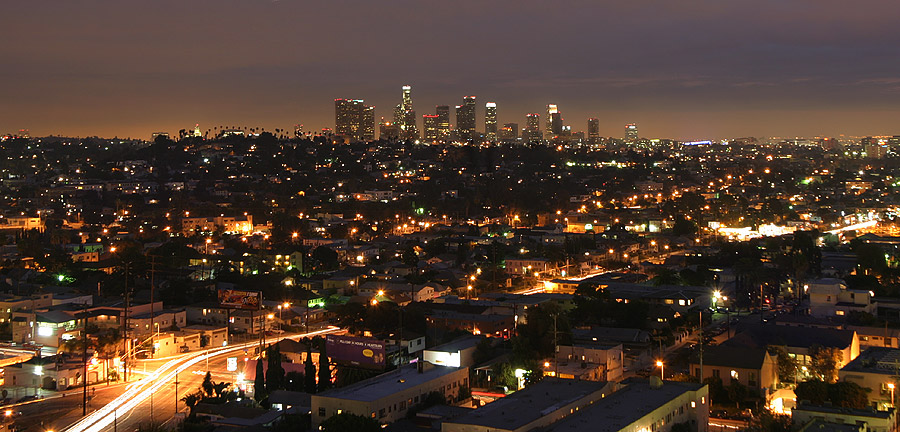
El centre de Los Angeles de nit.

Segons el cens de població de l'any 2010, hi havia 3.792.621 persones, 1.318.168 llars i 807.326 famílies a la ciutat. La densitat de població era de 2.938,6 hab./km².
La conformació racial de la ciutat va ser de 49,8 % blancs (i 28,7 % blancs d'origen no llatinoamericà), 9,6 % afroamericans, 0,7 % amerindis, 11,3 % asiàtics, 0,1 % illencs del Pacífic, 23,8 % altres races, i 4,6 % de dues o més races. El 48,5 % de la població estava conformat per hispans o llatinoamericans de qualsevol raça. El 42,2 % de la població parla anglès, el 41,7 % espanyol, 2,4 % coreà, 2,3 % tagal, 1,7 % armeni, 1,5% xinès (incloent cantonès i mandarí) i l'1,3 % persa com la seva llengua materna.
Segons el cens, hi havia 1.275.412 llars en les quals el 33,5 % tenia nens sota els 18 anys, el 41,9 % eren conformats per parelles casades, el 14,5 % tenia a una dona com sostenidor, sense un marit present, i el 37,4 % no eren famílies. El 28,5 % de les llars estava compost per un únic individu, i el 7,4 % pertanyia a algú major de 65 anys vivint sol. La grandària mitjana de les llars era de 2,83 i el de les famílies 3,56.
La distribució d'edat era: 26,6 % per sota dels 18 anys, 11,1 % entre 18 i 24, 34,1 % des de 25 a 44, 18,6 % entre 45 i 64, i 9,7 % 65 o més. L'edat mitjana era 32 anys. Per cada 100 dones hi havia 99,4 homes. Per cada 100 dones sobre els 18 anys, hi havia 97,5 homes.
L'ingrés mitjà d'una llar era de $36.687, i per a una família $39.942. Els homes tenien un ingrés mitjà de $31.880, i les dones $30.197. La renda per capita va ser de $20.671. El 22,1 % de la població i el 18,3 % de les famílies estava sota la línia de la pobresa. El 30,3 % dels menors de 18 anys i el 12,6 % dels majors de 65 estaven sota la línia de la pobresa.
Entre els anys 1920 i 1960, afroamericans del sud-est dels Estats Units es van traslladar a Los Angeles, com a resultat la seva població va augmentar 15 vegades. Des de 1990, els afroamericans de la ciutat es van situar als afores d'aquesta, principalment a Antelope Valley i Inland Empire. Els llatinoamericans residents es van traslladar al barri del Sud de Los Angeles, el qual havia estat habitat anteriorment per afroamericans. Els afroamericans encara es mantenen predominants en algunes parts de la ciutat, inclusivament Hyde Park, Creenshaw, Leimert Park i Baldwin Hills.

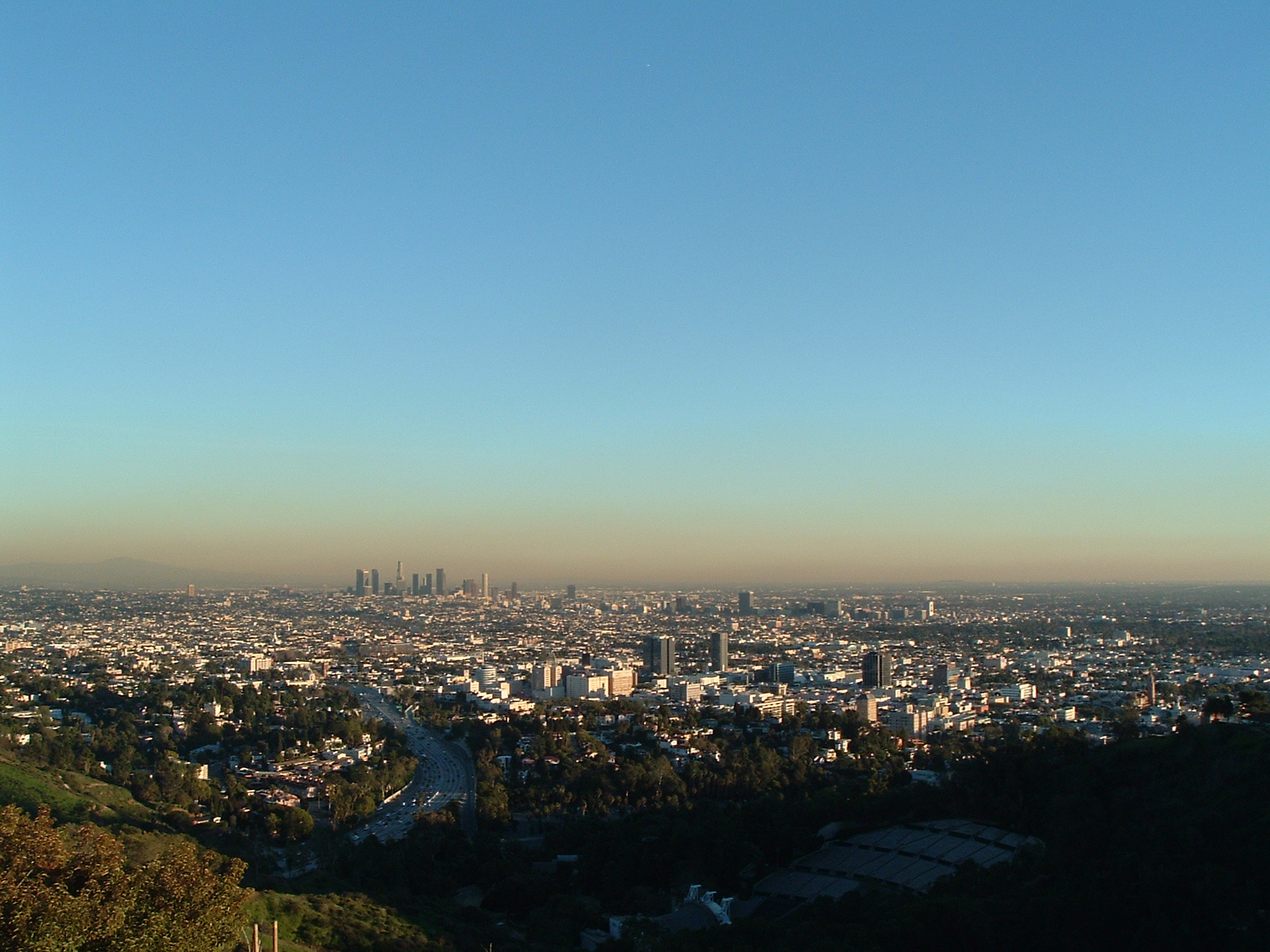
Avui dia, Los Angeles posseeix una població propera als 4 milions d'habitants, convertint-la en la segona ciutat més poblada del país.

De 2.182.114 nord-americans, 1.485.576 van néixer a Califòrnia, 663.746 en un estat diferent i 61.792 en algun altre territori dels Estats Units (Puerto Rico, Guam, Illes Verges dels Estats Units o Illes Marianes del Nord).
D'1.512.720 d'estrangers, 100.252 van néixer a Europa, 376.767 a Àsia, 64.730 a Àfrica, 94.104 en el Carib/Oceania, 996.996 a l'Amèrica Llatina i 13.859 al Canadà. D'aquests estrangers, 569.771 van arribar entre 1990 i març de 2000. 509.841 són ciutadans nacionalitzats i 1.002.879 no ho són. L'Aeroport Internacional de Los Angeles (LAX) és el principal punt d'arribada d'immigrants al país.
Una de les singularitats demogràfiques de Los Angeles, és la de ser la segona ciutat amb major població mexicana del món, per descomptat solament per sota de la capital d'aquell país (Ciutat de Mèxic). Els 1,7 milions de mexicans que habitaven a la ciutat el 2011 superen els totals de Guadalajara i Monterrey al país veí.
La ciutat posseeix el major nombre d'habitants asiàtics del país. Los Angeles és la llar de grans poblacions de cambodjans, iranians, armenis, belizencs, búlgars, etíops, filipins, guatemalencs, hongaresos, coreans, israelians, mexicans, salvadorencs, tailandesos i illencs del Pacífic com els de Samoa. Los Angeles és a més la llar de la major població de japonesos dels Estats Units, i una de les majors d'amerindis del país. L'àrea metropolitana alberga a una de les majors poblacions de jueus (calculada en 621.000) dels Estats Units, després de Nova York. Los Angeles a més posseeix la segona població més nombrosa de nicaragüencs del país després de Miami. La ciutat va experimentar una petita immigració d'europeus a principis del segle xx, posseeix un important nombre de descendents de britànics, alemanys, grecs, irlandesos, italians, francesos, romanesos, gitanos, neerlandesos, polonesos, belgues, escandinaus, portuguesos, serbis, espanyols, libanesos, croats, russos i ucraïnesos.
Los Angeles alberga a gent d'aproximadament 140 països i 224 idiomes diferents. El caràcter políglota de la ciutat es veu reflectit en enclavaments ètnics com Chinatown, Historic Filipinotown, Koreatown, Little Armènia, Little Ethiopia, Little Pèrsia, Little Índia, Little Tòquio i Thai Town.
Segons el cens del 2010, la composició ètnica i racial era la següent:
- Blancs: 49,8% (Blancs no hispànics: 28,7%)
- Negres o afroamericans: 9,6%
- Natius americans: 0,7%
- Asiàtics: 11,3%
- Illencs del Pacífic: 0,1%
- Dos o més races: 4,6%
- Hispànics o llatinoamericans de qualsevol raça: 48,5%

Segons l'enquesta 2006-2008 American Community Survey, les 10 ascendències més comunes eren dels països següents:
- Alemanya: 4,5% (170.483)
- Irlanda: 3,9% (146.658)
- Anglaterra: 3,5% (129.684)
- Itàlia: 2,8%(100.145)
- Rússia: 2,6% (98.737)
- Polònia: 1,6% (59.774)
- França: 1,2% (45.127)
- Escòcia: 0,8% (28.931)
- Suècia: 0,6% (23.227)
- Irlanda del Nord: 0,6% (22.651)

## Esports

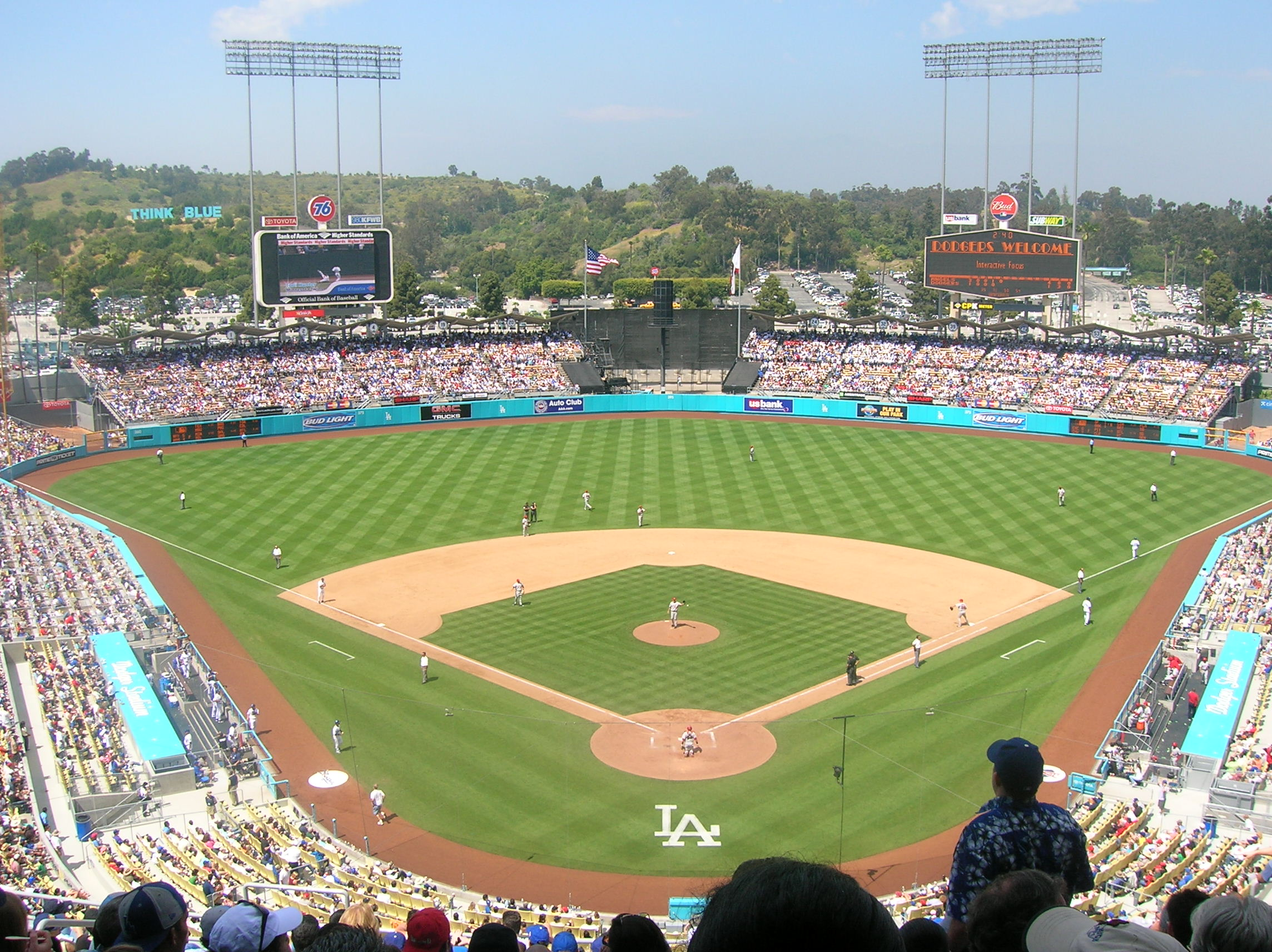
El Dodger Stadium és la seu de Los Angeles Dodgers.

Los Angeles és la seu de Los Angeles Rams i de Los Angeles Chargers de la National Football League, de Los Angeles Dodgers i de Los Angeles Angels de les Grans Lligues de Beisbol, de Los Angeles Kings i dels Anaheim Ducks de la National Hockey League, de Los Angeles Clippers i de Los Angeles Lakers de l'NBA, de Los Angeles Sparks de la WNBA, de Los Angeles Football Club i de Los Angeles Galaxy de la Major League Soccer, de Los Angeles Riptide de la Major League Lacrosse i de Los Angeles Avengers de l'AFL. Los Angeles és a més la seu dels USC Trojans i UCLA Bruins, equips que participen en la Pacific Conference de la Divisió I de l'NCAA. UCLA és la universitat amb major nombre de campionats nacionals de l'NCAA dels Estats Units. La Universitat del Sud de Califòrnia és la tercera universitat en nombre de campionats. Los Angeles Angels of Anaheim i els Anaheim Ducks estan al mercat de Los Angeles, tots dos tenen les seves seus a Anaheim. Los Angeles D-Fenders de l'NBA D-League, tenen la seva seu a Los Angeles.
Durant un temps, el mercat de Los Angeles disposava de dos equips de l'NFL, els Rams i els Raiders. Tots dos van deixar la ciutat el mateix any (1995), els Rams es van traslladar a Anaheim abans d'anar a Saint Louis i els Raiders a Oakland. El 2017 Los Angeles Rams va tornar a Los Angeles i el 2018 Los Angeles Chargers, equip que fins llavors estava a San Diego, es va traslladar a Los Angeles.
Després de la marxa dels Rams i els Raiders, hi ha hagut diversos intents de crear un equip que representi a la ciutat. Immediatament després de la temporada de 1995, l'amo dels Seattle Seahawks, Ken Behring, va intentar començar a jugar a l'estadi Rose Bowl canviant el nom i logotip del seu equip per a la temporada de 1996. L'Estat de Washington va crear una llei per prevenir aquest tipus d'actes. El 2003, el llavors comissionat de l'NFL, Paul Tagliabue, va indicar que L.A. podria tornar a tenir un equip, però la proposta no es va concretar. Quan els New Orleans Saints van ser desplaçats del Superdome a causa de l'Huracà Katrina, els mitjans de comunicació van informar que l'NFL estava planejant traslladar a l'equip de manera permanent a Los Angeles.

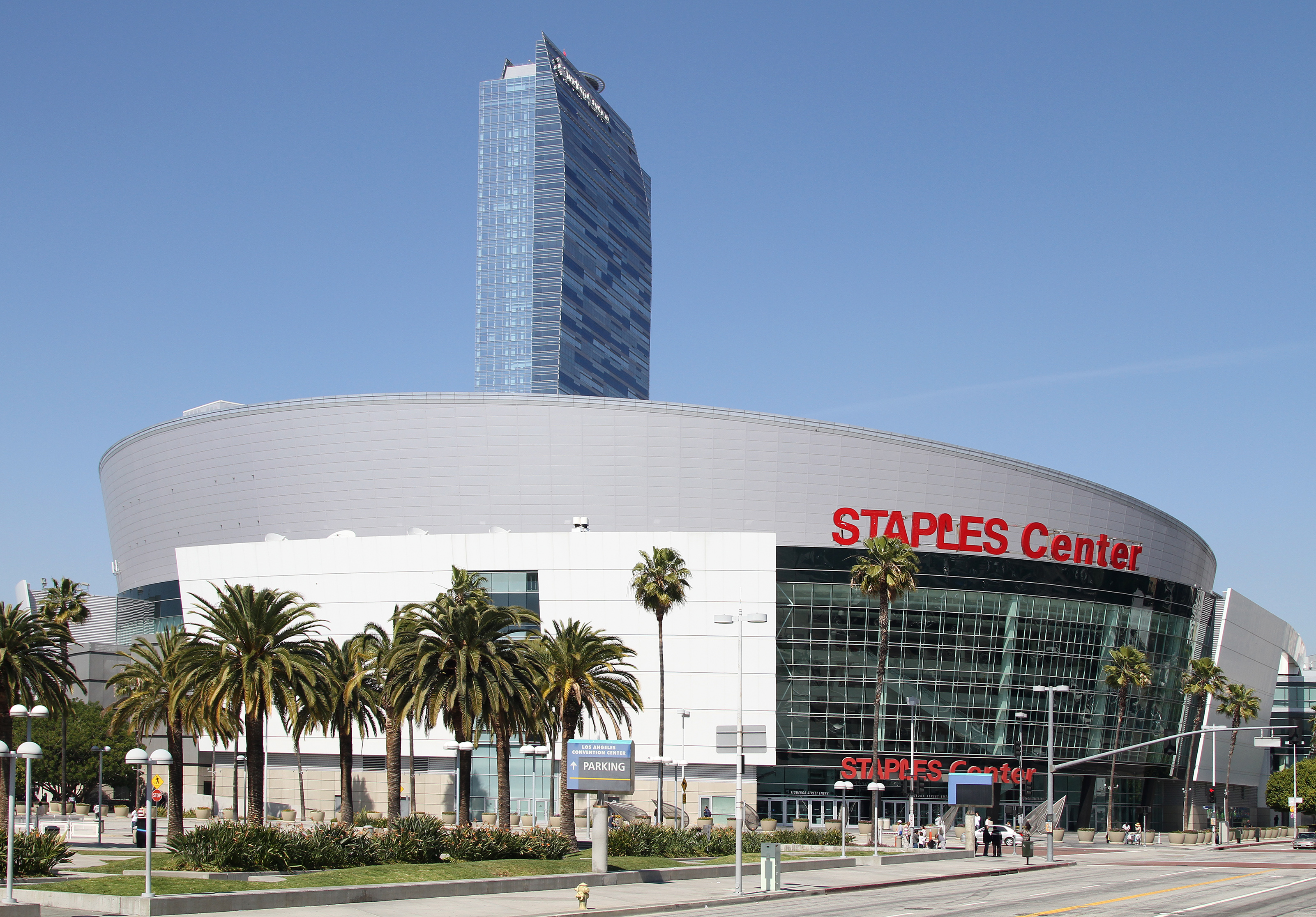
A l'Staples Center juguen els seus partits dos equips de bàsquet, Los Angeles Lakers i Los Angeles Clippers, i un d'hoquei sobre gel, Los Angeles Kings.

La ciutat ha estat en dues ocasions l'amfitriona dels Jocs Olímpics, el 1932 i 1984. Les Super Bowl I i VII van ser realitzades a la ciutat. El comú denominador dels esdeveniments abans esmentats va ser l'escenari, el Memorial Coliseum, un dels recintes esportius de major capacitat del país, així com un dels pocs elevats a rang de Fita Històrica Nacional. També diversos partits de la Copa Mundial de Futbol de 1994 es van realitzar a l'àrea metropolitana de la ciutat, específicament a l'estadi Rose Bowl de Pasadena. Los Angeles va ser una de les opcions dels Estats Units per ser la seu dels Jocs Olímpics de 2016.
Quan la desena edició dels Jocs Olímpics es va celebrar a la ciutat, el nom del carrer 10th Street es va canviar a Olympic Blvd. Els Jocs Olímpics de 1984 van inspirar la creació de la Marató de Los Angeles, que se celebra anualment al març, des de 1986.
El volei platja i el windsurf es van inventar a la zona (encara que els seus predecessors van ser creats en certa manera per Duke Kahanamoku a Hawaii). Venice, també coneguda com a Dogtown, està reconeguda com el lloc de naixement del skateboarding i el lloc en el qual el rollerblading va aconseguir celebritat. Les platges són populars entre els surfistes i nedadors, els qui han creat la seva pròpia subcultura.
L'urbs posseeix una topografia variada, destacant els turons i les muntanyes que envolten la ciutat. Milers de senders travessen la ciutat i els seus barris, lliurant oportunitats per l'exercici i recreació mitjançant caminades, ciclisme o equitació. Al llarg del comtat es poden trobar diversos tipus d'activitats, com esquí, escalada, ala delta i windsurf.
Alberga diversos recintes esportius, incloent l'Staples Center, un complex que ha servit per a la realització de concerts i lliuraments de premis com els Grammys. L'Staples Center és a més la seu de Los Angeles Lakers i Los Angeles Clippers de l'NBA, Los Angeles Sparks de la WNBA, Los Angeles Kings de l'NHL i els Avengers de l'AFL.

## Art i entreteniment

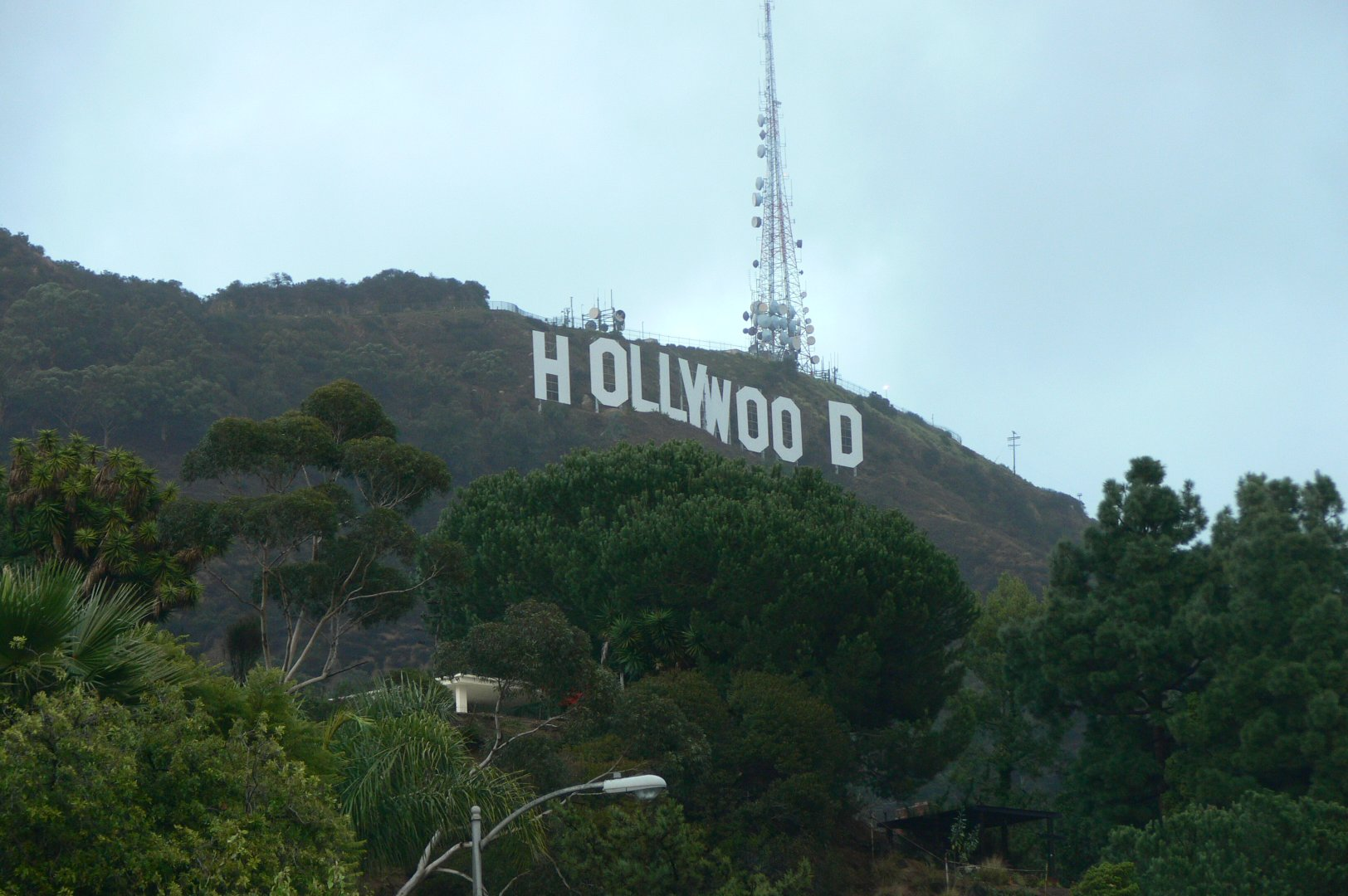
El famós rètol de Hollywood, símbol de la mundialment coneguda cultura de l'entreteniment de la ciutat.

Los Angeles és un centre de l'entreteniment. Les indústries de l'entreteniment més grans a la ciutat són les del cinema i la televisió, amb el negoci de la música i l'art sent també grans indústries.
La ciutat a més ha començat a oferir més institucions artístiques, seguint a les ciutats de Nova York i Chicago. Algunes de les més notables institucions artístiques inclouen:
- Museu d'Art del Comtat de Los Angeles (LACMA),
- Getty Center
- Museu d'Art Contemporani (MOCA)
- Museu d'Art en Neó (MICO)
- Museu Norton Simon
- Centre Simon Wiesenthal
- Centre Cultural Skirball
- Museu d'Història, Art i Cultura Llatina
- Museu George C. Page
- Museu Nacional de Japonesos Americans
- Centre Científic de Califòrnia
- Museu d'Història Natural del Comtat de Los Angeles

Hi ha a més nombroses galeries d'art a l'àrea, especialment a Hollywood i Santa Mònica. En consideració a les presentacions artístiques, hi ha diversos locals com el Centre Musical del Comtat de Los Angeles (consistent en el Dorothy Chandler Pavilion, llar de l'Òpera de Los Angeles, el Teatre Ahmanson, on es realitzen diverses produccions de Broadway, i el Fòrum de Mark Taper), l'Amfiteatre Ford, el Teatre Grec, el Hollywood Bowl, el Teatre Pantages, i la nova llar dels Premis Oscar, el Teatre Kodak.
Hi ha a més diverses icones arquitectòniques com la Sala de Concerts de Walt Disney, llar de la mundialment coneguda Orquestra Filharmònica de Los Angeles, la Catedral de La nostra Senyora dels Àngels, i l'edifici Bradbury.
A més, la regió és la llar de diversos parcs d'atraccions com el de Universal Studios Hollywood, i diverses platges famoses que inclouen Santa Monica, Venice, i Malibú. A causa de ser el centre de la indústria del cinema, la ciutat té diversos teatres de cinema com el Grauman's Chinese Theatre, llar de diverses estrenes mundials.
La Biblioteca Central se situa al centre de la ciutat i ha estat reconeguda com a lloc nacional històric.

## Districtes i comunitats

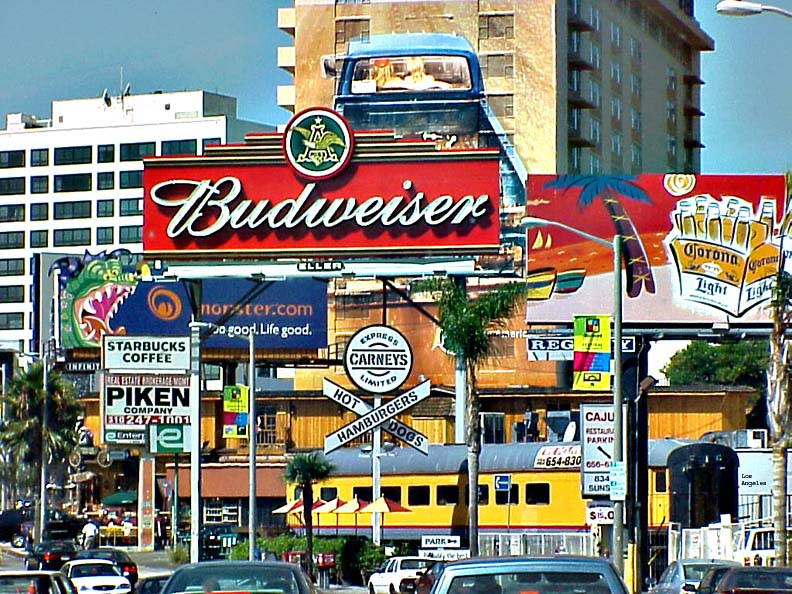
Sunset Strip

La ciutat està dividida en nombrosos barris, molts dels quals van ser pobles annexats durant el creixement de la ciutat. Hi ha diverses ciutats independents al voltant de Los Angeles, però estan popularment unides a la ciutat, ja que estan situades al comtat de Los Angeles i estan pràcticament entrellaçades.
Generalment, la ciutat és dividida en les següents àrees:
Centre de la ciutat, East Los Angeles, South Los Angeles, Area del Port i la Península de Rancho Palos Verdes, Hollywood, Wilshire, Westside, Vall de San Fernando, Vall de San Gabriel, Vall de Santa Clarita, i Vall d'Antelope.
Algunes conegudes comunitats de la regió de Los Angeles inclouen el districte comercial central, Century City, Los Feliz, Silver Lake, Hancock Park, Koreatown, i els opulents barris i pobles de la zona oest de Los Angeles com Bel-Air, Westwood, i Brentwood.

## Transport

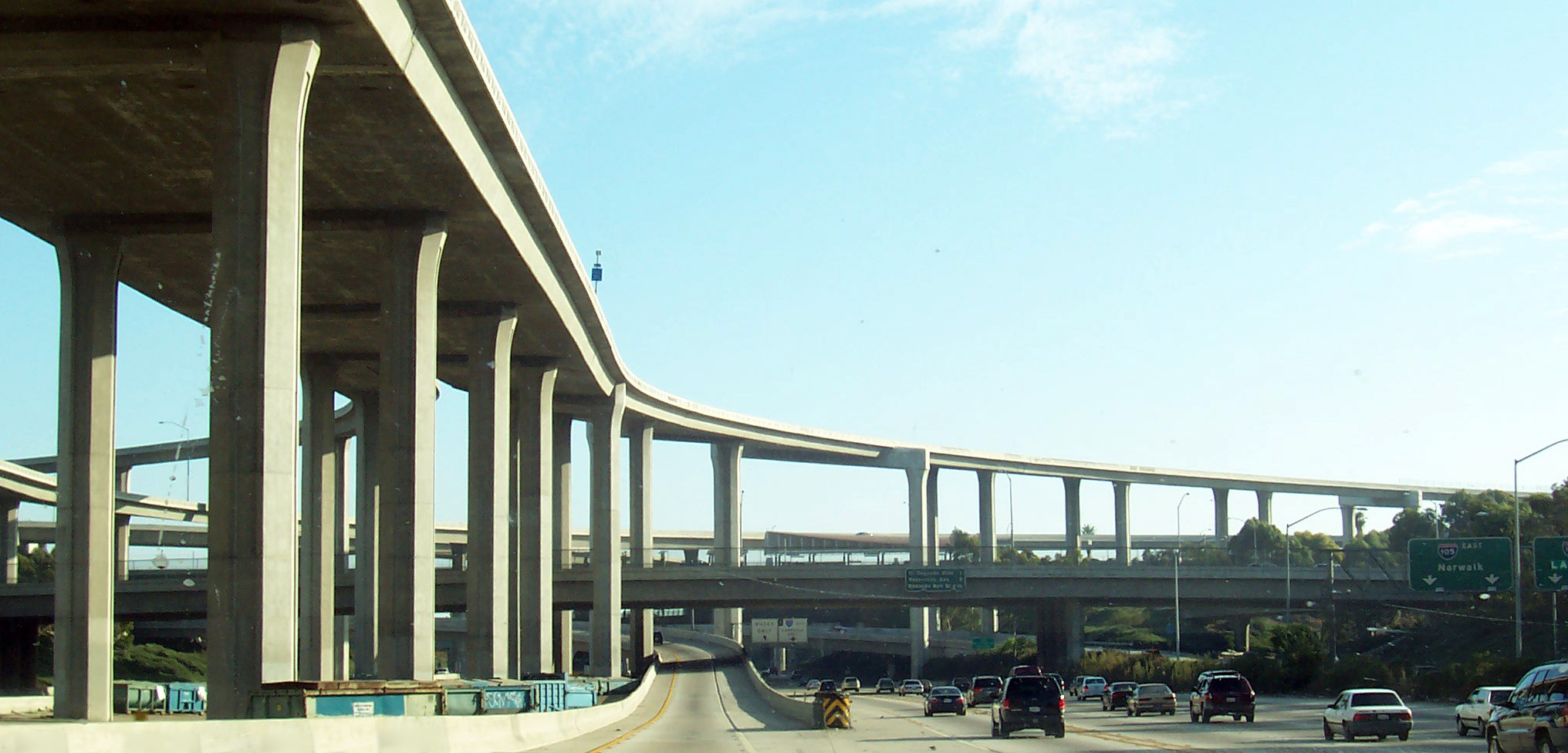
Una autopista de gran capacitat de L.A.

Los Angeles té un dels sistemes més grans d'autopistes del món, en el qual transiten milions d'usuaris diàriament recorrent 99 milions de milles (160 milions de km).
L'Autoritat de Transport Metropolità del Comtat de Los Angeles i altres agències operen un extens sistema de línies d'autobús, metro i tren lleuger, les quals duen a més d'un milió de passatgers al dia. Les majors línies de ferrocarrils són la línia vermella de metro, la daurada, blava, i verda de tren lleuger, i la línia taronja, dedicada als autobusos.
L'àrea metropolitana de Los Angeles té un nombre més gran d'aeroports que qualsevol altra ciutat gran del món, amb 5 grans aeroports comercials, i molts altres d'aviació general. El principal és lAeroport Internacional de Los Angeles (LAX), el cinquè aeroport mundial en aspectes comercials. L'Aeroport Internacional de Los Angeles (LAX Int.) va tenir 55 milions de passatgers i 2 milions de tones d'equipatge el 2003.
Altres importants aeroports comercials:
- Aeroport Internacional Ontario (ONT) [comtat de San Bernardino]
- Aeroport Bob Hope, actualment conegut com a Aeroport Burbank (BUR) [Burbank/Glendale/Pasadena]
- Aeroport Municipal de Long Beach (LGB) [Long Beach/Palos Verdes peninsula]
- Aeroport John Wayne (SNA) [Orange County /Santa Ana] (comtat d'Orange).

Els ports de Los Angeles i Long Beach junts conformen el Port Los Angeles - Long Beach, el més concorregut i el tercer més gran del món. Hi ha a més petits ports no industrials al llarg de les costes de L.A. La majoria d'aquests contenen embarcacions de vela i iots, com Manhattan Beach, Rodó Beach i Marina Del Rey.

## Educació

### Instituts i universitats

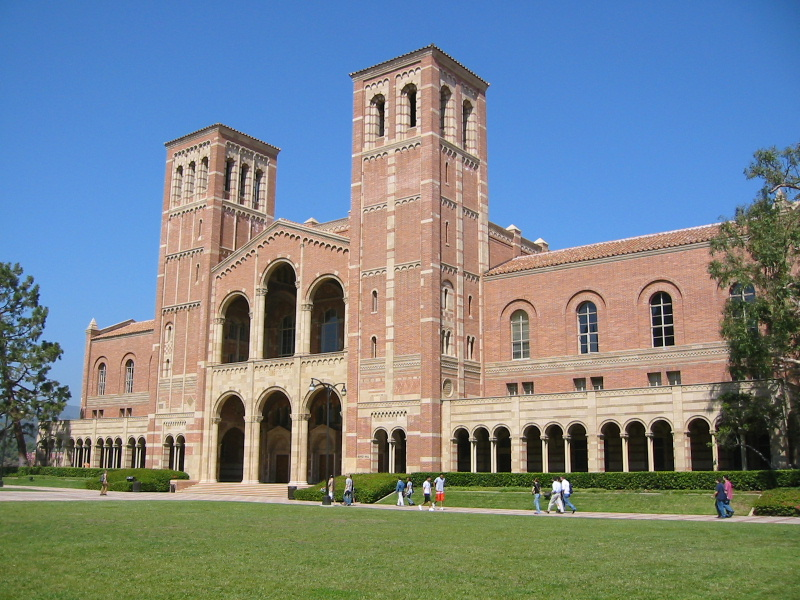
Universitat de Califòrnia, Los Angeles

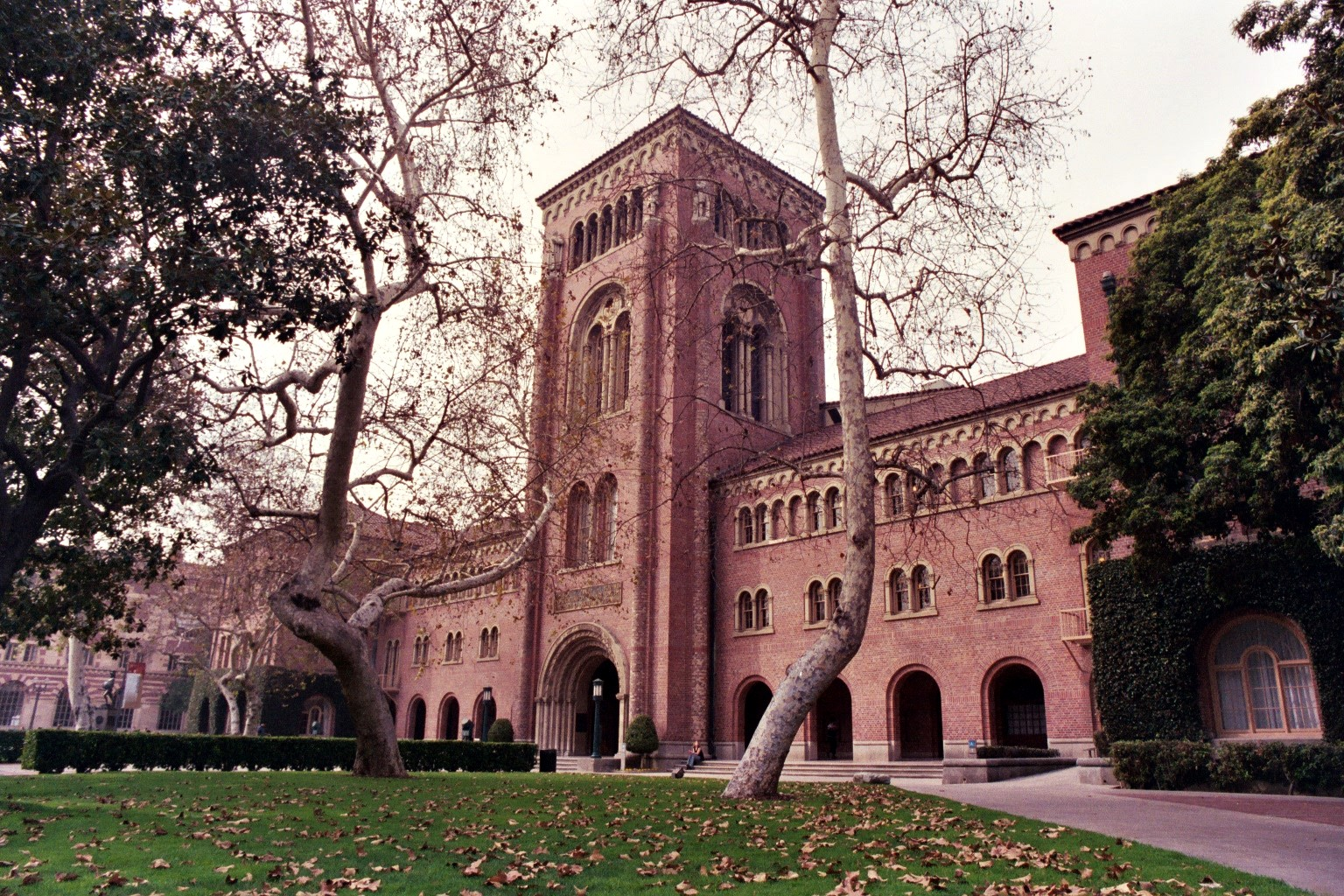
Universitat de Califòrnia del sud

Existeixen diversos instituts i universitats públiques en la ciutat:
- Universitat de Califòrnia, Los Angeles (UCLA)
- Universitat de l'estat de Califòrnia, Los Angeles (CSULA)
- Universitat de l'estat de Califòrnia, Northridge (CSUN).

Les universitats privades de la ciutat:
- Universitat del Sud de Califòrnia (USC)
- Universitat de Ciències i Salut de Califòrnia del sud
- Universitat Pepperdine
- Universitat Loyola Marymount (LMU)
- Institut Mount St. Mary
- Institut Occidental (Oxy)
- Institut d'Art i Disseny Otis (Otis)
- Universitat Internacional Alliant
- Institut d'Arquitectura de Califòrnia del sud (SCI-Arc).

### Escoles i biblioteques
El Districte Unificat Escolar de Los Angeles lliura els seus serveis a la ciutat de Los Angeles. És el segon districte escolar més gran dels Estats Units, amb prop de 700.000 estudiants. El sistema de biblioteca pública de Los Angeles opera 72 biblioteques dins la ciutat.

## Mitjans de comunicació
El major diari de l'àrea metropolitana de Los Angeles és Los Angeles Times. La Opinión és el major diari en castellà. Hi ha a més una gran varietat de petits diaris regionals i revistes com el Daily News (que se centra a cobrir fets de la Vall de San Fernando), L.A. Weekly, L.A. City Beat, la revista Los Angeles, Los Angeles Business Journal, Los Angeles Daily Journal, The Hollywood Reporter i la revista Variety. A més de les revistes i periòdics en idioma anglès i espanyol, existeixen nombrosos diaris locals per a les comunitats immigrants en les seves respectives llengües (per exemple el coreà, el persa i el japonès).
Los Angeles té una gran varietat d'emissores de televisió locals. Les majors cadenes de televisió afiliades inclouen KABC-TV 7 (ABC), KCBS 2 (CBS), KNBC 4 (NBC), KTTV 11 (FOX), KTLA 5 (WB), KCOP 13 (UPN), i KPXN 30 (I).
Hi ha a més quatre cadenes PBS en l'àrea, KVCR 24, KCET 28, KOCE 50, i KLCS 58. Hi ha diverses cadenes de televisió en castellà, KMEX 34 (Univisión), KFTR 46 (Telefutura), KVEA 52 (Telemundo), i KAZA 54 (Azteca América).

## Fills il·lustres
- Willis Lamb (1913 - 2008) físic, Premi Nobel de Física de l'any 1955.
- Jackie Coogan (1914 - 1984) actor.
- Leland H. Hartwell (n. 1939) metge, Premi Nobel de Medicina o Fisiologia de l'any 2001.
- Elinor Ostrom (1933 - 2012) economista, Premi Nobel d'economia de l'any 2009.